# Mount Short
Mount Short är ett berg i Antarktis. Det ligger i Östantarktis. Nya Zeeland gör anspråk på området. Toppen på Mount Short är 2 110 meter över havet, eller 317 meter över den omgivande terrängen. Bredden vid basen är 2,2 km.
Terrängen runt Mount Short är kuperad åt sydväst, men åt nordost är den platt. Trakten är obefolkad. Det finns inga samhällen i närheten.